# Centre culturel de Novi Sad
Le Centre culturel de Novi Sad (en serbe cyrillique : Културни центар Новог Сада ; en serbe latin : Kulturni centar Novog Sada ; en abrégé : KCNS) est une institution culturelle de Novi Sad, la capitale de la province autonome de Voïvodine, en Serbie. Créé sous sa forme actuelle en 1984, il organise des expositions, des événements littéraires et des festivals ; il propose aussi des programmes de cinémas et d'autres programmes artistiques.
Le centre est installé 5 Katolička Porta, dans le quartier central de Stari grad.

## Histoire
Le Centre culturel de Novi Sad est né du croisements de plusieurs traditions culturelles de Novi Sad. Le 21 octobre 1954 eut lieu la première manifestation du futur centre, organisée par la « chaire de la Jeunesse » de l'université nationale. Il s'agissait d'un programme intitulé Veče mlade vojvođanske poezije, « la soirée de la jeune poésie de Voïvodine », avec des œuvres de Miroslav Antić, Florika Štefan, Michal Babinka, Branislav Kupusinac, Petar Popović et Miodrag Todorović ; la conférence inaugurale de la soirée Poezija i politika (« Poésie et Politique ») fut prononcée par Lazar Čurčić. La soirée se déroula dans la Maison de la jeunesse (en serbe : Omladinski dom), 3 rue Jovana Subotića, là où se trouve l'actuel Théâtre de Novi Sad. Le premier comité de rédaction était composé d'Ilija Vrsajkov, Boško Petrović, Dejan Poznanović, Jovan Soldatović, Lazar Čurčić, Petar Popović et Mileta Pavlov, qui dirigeait la chaire de la Jeunesse.
Le 1er septembre 1956, le comité, devenu une véritable institution, devint la Tribina mladih, la « Tribune de la jeunesse », et de très nombreuses personnalités de l'ex-Yougoslavie participèrent à un moment ou à un autre à son fonctionnement comme Oskar Davičo, Vasko Popa, Dušan Matić, Boško Petrović, Stanislav Vinaver, Milan Konjović, Miroslav Čangalović, Jovan Hristić, Branko Miljković, Milorad Macura, Živojin Ćulum, Borislav Mihajlović Mihiz, Petar Džadžić, Radomir Konstantinović, Oto Bihalji Merin, Katarina Ambrozić, Bora Ćosić, Bora Radović, Ljuba Tadić, Ljubica Ravasi, Mario Maskareli, Zoran Mišić ou Alexandre Tišma.
Le 1er janvier 1978, l'institution prit le nom de Kulturni centar mladih Sonja Marinković et, en 1984, elle reçut sa dénomination actuelle.

## Programme et festivals
Le centre présente des programmes répartis en 6 grandes catégories : cinéma, musique, art, conférences, scène et section de l'American Corner.
En plus de ses programmes, le centre organise plusieurs festivals : le festival de jazz de Novi Sad, l'académie d'été de jazz Novi Sad-Dortmund, le festival Infant (théâtre alternatif), le festival Prosefest (festival de la prose), le festival euro-in-film, les Jours d'Antić (Antićevi dani, en l'honneur du poète Miroslav Antić) et le festival Poezika.

## Autres activités
Le Centre culturel de Novi Sad publie la revue Polja, qui a paru pour la première fois en 1955 sous l'égide de la « Tribune de la jeunesse » ; elle s'intéresse à la littérature et à la théorie littéraire.
La collection ANAGRAM est consacrée à des écrivains et à des poètes comme Srđan Srdić, Dragan Jovanović Danilov, Nebojša Vasović, Zoran M. Bundalo, Marjan Čakarević, Ibrahim Hadžić, Petar Miloradović, Krsta Popovski, Oto Horvat, Bojan Savić Ostojić, Petar Matović, Miloš Zubac, Dragoslav Dedović, Dejan Aleksić, Saša Jelenković, Ana Ristović, Sonja Veselinović, Franja Petrinović, Jovica Aćin, Nenad Grujičić, Goran Stanković, Aleksandra Đajić Horvat, Vule Žurić, Tomislav Marinković, Zoran Đerić, Vladimir Kopicl, Slobodan Tišma, Slobodan Zubanović, Đorđe Kuburić, Vladislava Vojnović, Zoran Ćirić, Mihajlo Pantić et Miodrag Raičević.
La collection PROSEFEST sont en relation avec le festival du même nom ; on y trouve des auteurs comme la polonaise Olga Tokarczuk, la cubaine Zoé Valdés, le hongrois György Konrád ou le sud-africain Christopher Hope. La collection ANTIĆEVI DANI est également liée à un festival du même nom ; parmi les auteurs concernés, on peut citer Đorđe D. Sibinović ou encore Stevan Tontić.